# 鴿湖村
鴿湖村（英語：Village at Pigeon Lake）是一個位於加拿大亞伯達省威塔斯基溫縣的一個農莊。此莊位於13號公路之上，約莫威塔斯基溫西側44公里處。此莊亦有同名之度假村，並內有多家餐廳、雜貨店等設施存在。

## 資料來源
1. ↑   (PDF). Alberta Population.   [September 25, 2021].
2. ↑  . www.villageatpigeonlake.com.